# 倫敦希爾頓公園徑
倫敦希爾頓公園徑（London Hilton on Park Lane）是英國倫敦公園徑的一座高檔酒店，可俯瞰海德公園。這座酒店高100（328英尺），有28層，共有453個房間（其中56個是套房）。酒店開業於1963年4月17日。

## 外部連結
- The official hotel webpage （页面存档备份，存于）